# Idrijska kamšt
Idrijska kamšt je črpalna naprava v idrijskem rudniku živega srebra z največjim lesenim kolesom v Evropi. Kamšt je rudarsko poimenovanje črpalke na vodni pogon za črpanje jamske vode, značilne za Idrijo. Ime izhaja iz nemške besede »Kunst« (umetnost).
V preteklosti je v Idriji obstajalo več kamšti, ohranila pa se je samo največja izmed njih, ki je črpala vodo iz Jožefovega jaška. Postavili so jo leta 1790, premer kolesa pa meri kar 13,6 metrov. Kolo je bilo spojeno s 75 metrov dolgim vodoravnim lesenim okovjem. Vodoravno gibanje se je prenašalo na navpično leseno drogovje, ki je bilo povezano s stopenjskimi batnimi črpalkami. V eni minuti je Kamšt načrpala tudi do 400 litrov vode, najprej iz globine 235 m, kasneje pa celo iz globine 283 m. Zaradi učinkovitega črpanja je delovala vse do leta 1953, torej kar 163 let. Pogonska voda je pritekala prek posebnega kanala, imenovanega Rake, dolgega 3,5 km, ki so ga zgradili že okrog leta 1600 za dotok pogonske vode. Moč Kamšti je znašala od 75 do 100 konjskih moči, za posamezen obrat pa je kolo potrebovalo 13 sekund.